# 音の犯罪捜査官 響奈津子
『音の犯罪捜査官 響奈津子』（おとのはんざいそうさかん ひびきなつこ）は、1996年から2005年までフジテレビ系「金曜エンタテイメント」で放送された刑事ドラマシリーズ。全7回。主演は古手川祐子。

## キャスト

### 警視庁科学捜査研究所音声分析課
響奈津子
演 - 古手川祐子
音響捜査官。夫と離婚していて、母と娘の3人暮らし（第1作）。
村岡弘
演 - 西岡德馬
捜査官。

### 警視庁捜査一課
池上正太郎
演 - 村田雄浩（第1作・第2作・第4作 - 第7作）
刑事。階級は警部補。
三原
演 - 小原雅人（第4作 - 第7作）
刑事。
松本秀美
演 - 岸本光正（第2作 - 第7作）
刑事。
梅里正和
演 - 金田明夫
捜査一課長。

### 響家
響真理子
演 - 大村彩子（第1作 - 第5作・第7作）
奈津子の娘。中学生。
響信恵
演 - 野村昭子（第1作 - 第5作・第7作）
奈津子の母。

### ゲスト
第1作「いたずら電話殺人事件」（1996年）
- 栗原浩子（旅行ライター・奈津子の友人） - 香坂みゆき
- 刑事 - 小林健、貴山侑哉
- 大沢勇（ビデオ店店員） - 松尾貴史
- 倉持彰一（日東観光 社員） - 渡辺いっけい
- 鈴木義男、宮本大誠、臼井守、熊谷美香、金子浩子

第2作「盗聴殺人事件」（1997年）
- 牛丸（刑事） - 勝村政信
- 中島道明（靴屋） - 近藤芳正
- 久保田総一（高級クラブ経営者） - 大杉漣
- 刑事 - 小林健、貴山侑哉
- 中島紀夫（酒屋） - 丸岡奨詞
- 立花江利子（スナック経営者） - 平田美穂
- 森本由雄（元新聞記者） - 石丸謙二郎
- 中島由美子（中島の娘） - 児玉真菜
- 浦野眞彦、臼井守、緒原雅人、猪ヶ倉大介、岩田洋司、柳川洋子、上田宮子、井原生子、工藤龍一、上野吉康、川下秀樹、市川麻里奈

第3作「呪いのテープ殺人事件」（1999年）
- 松島葉子（警視庁捜査一課 刑事） - 岩崎ひろみ
- 鉢山芳彦（刑事） - 宇梶剛士
- 大塚玖美子（キュレーター） - 水島かおり
- 長浜幸一（長浜幸恵の長男） - 浅野和之
- 長浜健次（長浜幸恵の次男） - 長岡尚彦
- 長浜亮蔵（鎌倉の商店「長浜家」主人・長浜幸恵の再婚相手で入り婿） - 小池幸次
- 吉田（刑事） - 小林健
- 刑事 - 貴山侑哉
- 旅館の女将 - 大方斐紗子
- 宿泊所の男性 - 谷津勲
- 長浜正子（幸一の妻） - 佐藤直子
- 鑑識員 - 俵木藤汰
- 作業員 - 岡山はじめ
- 臼井守、橘ゆかり、DAIYU、高橋亮、伊藤公紀、浅野優梨愛

第4作「時効成立20日前－死者に殺された男－」（2001年）
- 加野亜矢子（15年前の殺人事件の容疑者） - 山口果林
- 工藤佐和子（亜矢子の友人） - 鷲尾真知子
- 加野恵（亜矢子の娘） - 白島靖代
- コテージの管理人 - 須永慶
- 電気メーカー担当者 - 吉見純麿
- 貴山侑哉、石田晃一、木村碧、島木元博、新本一馬、望月愛子、平野朝子、臼井守、栗山光信

第5作「誤認」（2002年）
- 神田道明（バスの乗客） - 松澤一之
- 原島幸男（バスの乗客） - 徳井優
- 入江陽一（バスの乗客） - 岸博之
- 北川晋介（バスの運転手） - 中根徹
- 宮本慶蔵（バスの乗客・京都府警上鴨警察署 元警察官） - 竜雷太
- 佐久間芳紀（バスジャック犯） - 大須賀王子
- 吉川裕樹（京都府警上鴨警察署交通課 警察官） - 吉見一豊
- 宮本翔太 - 市原尚弥
- 伊藤博幸、岡健治、吉田モトノブ、池田真琴、高島優子、佐藤綾子、加納明、出田直正、黒崎せつこ、山岡芳子

第6作「断絶」（2003年）
- 大澤廉太郎（指揮者） - 升毅
- 瀧川和人（トランペット奏者） - 菅原大吉
- 佐久間徹（ファゴット奏者） - 橋本さとし
- 押坂慶一（ヴィオラ奏者） - 笹澤静治
- 西村文代（清掃婦） - 和田幾子
- 五十木亮子（バイオリン奏者・奈津子の高校時代の旧友） - 高樹澪
- 梶尾宗吉（会社社長・亮子の父） - 平泉成
- 高島優子、川屋せっちん、奥田崇、松澤仁晶、山田さくや

第7作「身元不明の死体が携帯に残した秘密!」（2005年）
- 門倉茂（俊介の父・元少年院刑務官） - 六平直政
- 門倉俊介（3年前の集団暴行事件の加害者） - 小出恵介
- 鯉沼平蔵（美香の父） - 中丸新将
- 鯉沼佐紀子（美香の母・鯉沼の妻） - 大塚良重
- 鯉沼美香（女子高生） - 秋山莉奈
- 坪田隆 - 河原さぶ
- 坪田香菜子（坪田の妻） - 大島蓉子
- 山崎幸男（俊介の仲間） - 石井洋輔
- 瀬川典子（ホステス） - 大塚安里

## スタッフ
- 原案・監修 - 鈴木松美（日本音響研究所所長）
- 企画 - 小林義和（第1作）、清水賢治（第2作 - 第4作）、荒井昭博（第6作）、鈴木吉弘（第1作、第3作、第4作）、瀧山麻土香（第2作）、長部聡介（第5作）
- 脚本 - 田中一彦
- 音楽 - 羽毛田丈史
- 演出 - 土方政人（第1作、第2作、第4作、第7作）、佐藤祐市（第3作）、松田秀知（第5作、第6作）
- 音楽プロデュース - 志田博英
- 技術プロデューサー - 石井勝浩（第4作）
- 撮影 - 浅野仙夫（第4作）
- 照明 - 相沢敦（第4作）
- 映像 - 矢沢由邦（第4作）
- 音声 - 竹中泰（第4作）
- 編集 - 深沢佳文（第4作）
- ライン編集 - 大方泉（第4作）
- 音響効果 - 中村友美（第4作）
- MA - 古跡奈歩（第4作）
- 美術プロデューサー - 松沢由之（第4作）
- デザイン - 金子隆（第4作）
- 美術進行 - 吉見邦弘（第4作）
- 大道具 - 松枝広明（第4作）
- 装飾 - 日塔章（第4作）
- 持道具 - 畠山浩義（第4作）
- 衣裳 - 石井久美子（第4作）
- スタイリスト - 池ヶ谷ひろ子（第4作）
- メイク - 小林志保美（第4作）、森田光子（第4作）
- アクリル装飾 - 村山敏春（第4作）
- 電飾 - 井野岡利保（第4作）
- CGクリエイター - 芦村由美（第4作）
- 撮影協力
  - 第4作 - 箱根プリンスホテル、TDK
- 協力 - 日本音響研究所、バスク、フジアール、ベイシス
- 監修 - 鈴木創（第4作）
- 広報 - 中島良明（第4作）
- スチール - 山崎永寿（第4作）
- 車輌 - フィールドワーク（第4作）
- プロデューサー - 船津浩一
- 制作 - フジテレビ、共同テレビ

## 放送日程
| 話数 | 放送日        | サブタイトル | 脚本     | 演出     | 視聴率 |
| ---- | ------------- | --- | -------- | -------- | ------ |
| 1    | 1996年3月01日 | いたずら電話殺人事件 留守録に残された謎のメッセージ                                                                     | 田中一彦 | 土方政人 | 21.1%  |
| 2    | 1997年3月14日 | 盗聴殺人事件 ストーカーから届けられたテープは過去からの挑戦状!!                                                         | 田中一彦 | 土方政人 |        |
| 3    | 1999年8月13日 | 呪いのテープ殺人事件 謎のカセットに隠れた身元不明死体の叫び声!!                                                         | 田中一彦 | 佐藤祐市 | 19.7%  |
| 4    | 2001年5月11日 | 時効成立20日前－死者に殺された男－                                                                                      | 田中一彦 | 土方政人 | 17.7%  |
| 5    | 2002年6月21日 | 誤認 射殺されたバスジャック犯からの電話に残された謎の音… 真犯人は乗客の中にいる!? 新緑の京都に15年前の悲劇がよみがえる! | 田中一彦 | 松田秀知 | 15.6%  |
| 6    | 2003年5月23日 | 断絶 | 田中一彦 | 松田秀知 | 15.3%  |
| 7    | 2005年4月15日 | 身元不明の死体が携帯に残した秘密! 防犯カメラに映っていた新たな犯罪とは? 密告電話の声が知っていた悲しい真実              | 田中一彦 | 土方政人 |        |

- 視聴率はビデオリサーチ調べ、関東地区・世帯